# Bisi Alimi
Bisi Alimi, född Ademola Iyandade Ojo Kazeem Alimi den 17 januari 1975 i Lagos, Nigeria, är en nigeriansk HBTQ-aktivist, talare och bloggare som vann internationellt erkännande när han 2004 blev den första personen i Nigeria som kom ut i TV.

## Biografi
Alimi har en masterexamen från Londons universitet. När han dessförinnan studerade vid Lagos universitet hängdes han ut som homosexuell av studenttidningen Campus Lifestyle och han utsattes då för bland annat diskriminering till följd av sin sexuella läggning. Uthängningen i studenttidningen resulterade i att han 2004 blev den första personen att komma ut i nigeriansk TV.
Sin aktivistiska bana började Alimi redan under 1990-talet till följd av att flera av hans vänner gick bort HIV/aids, däribland som sexualupplysare och kondomutdelare. Under 2015 grundade Alimi stiftelsen The Bisi Alimi Foundation (BAF), baserad i Storbritannien och som har till uppgift att arbeta för HBTQ-rättigheter i Nigeria.

### Fotnoter
1. 1 2 3  Purvis, Katherine (9 februari 2016). ”Bisi Alimi on LGBT rights in Nigeria: 'It may take 60 years, but we have to start now'” (på engelska). www.theguardian.com. The Guardian. Arkiverad från originalet den 14 juni 2022. https://web.archive.org/web/20220614013606/https://www.theguardian.com/global-development-professionals-network/2016/feb/09/bisi-alimi-on-lgbt-rights-in-nigeria-it-may-take-60-years-but-we-have-to-start-now. Läst 30 mars 2022.
2. ↑  Redaktionen (13 september 2011). ”Persecuted for being gay” (på engelska). www.theguardian.com. The Guardian. Arkiverad från originalet den 31 mars 2022. https://web.archive.org/web/20220331190012/https://www.theguardian.com/world/2011/sep/13/persecuted-for-being-gay. Läst 30 mars 2022.
3. ↑  Redaktionen (10 augusti 2010). ”Gay Nigerian activist Bisi Alimi shares his compelling story”. San Diego Gay and Lesbian News. Arkiverad från originalet den 30 september 2021. https://web.archive.org/web/20210930072713/https://sdlgbtn.com/news/2010/08/10/bisi-alimis-gay-nigerian-story. Läst 30 mars 2022.
4. ↑  ”About Us | Bisi Alimi Foundation” (på brittisk engelska). 18 februari 2021. Arkiverad från originalet den 11 februari 2022. https://web.archive.org/web/20220211100250/https://www.bisialimifoundation.org/about-us/. Läst 30 mars 2022.